# Comune di Samsø
Il comune di Samsø è un comune danese situato nella regione dello Jutland Centrale. Capoluogo e sede amministrativa è la cittadina di Tranebjerg.
Il comune comprende l'isola omonima e diverse isole minori che la circondano. 
Non ha subito modifiche in seguito alla riforma amministrativa del 1º gennaio 2007, ma ha stipulato accordi di cooperazione con il comune di  Aarhus e in parte con il comune di Odder. 

## Centri abitati
I centri abitati principali del comune sono:
- Onsbjerg (254)
- Tranebjerg (843)
- Nordby (non censito)
- Brundby (non censito)